# HD 1909
HD 1909 (AV Скульптора) — хімічно пекулярна зоря спектрального класу B8IV, що знаходиться у сузір'ї Скульптора й розташована на відстані близько 640 світлових років від Землі.  Видима зоряна величина HD 1909 в смузі V становить приблизно 6m.56.

## Хімічна пекулярність
Вона належить до типу ртутно-манганових зір й її зоряна атмосфера має підвищений вміст Hg та Mn.